# Osowo Duże (jezioro)
Osowo Duże (kaszb. Jezoro Wiôldżé Òsowsczé) – jezioro wytopiskowe położone na Równinie Charzykowskiej w regionie Kaszub zwanym Gochami, na północny zachód od wsi Osusznica w gminie Lipnica, w powiecie bytowskim województwa pomorskiego.